# Semnopithèque de Barbe
Trachypithecus barbei
Espèce
Synonymes
- Trachypithecus atrior (Pocock, 1928)
- Pithecus pyrrhus subsp. atrior Pocock, 1928

Répartition géographique
Statut de conservation UICN

 VU  : Vulnérable
Statut CITES
Trachypithecus barbei est une espèce de Primates de la famille des Cercopithecidae.

## Répartition
L'espèce est présente en Birmanie et en Thaïlande.

## Systématique
Le nom valide complet (avec auteur) de ce taxon est Trachypithecus barbei (Blyth, 1847).
L'espèce a été initialement classée dans le genre Presbytis sous le protonyme Presbytis barbei Blyth, 1863.
Trachypithecus barbei a pour synonymes :
- Pithecus pyrrhus subsp. atrior Pocock, 1928
- Trachypithecus atrior (Pocock, 1928)